# La scuola dei misteri
La scuola dei misteri (El Internado: Las Cumbres) è una serie televisiva spagnola, prodotta da Atresmedia Studios andata in onda su Amazon Prime Video dal 19 febbraio 2021 al 7 aprile 2023. È il reboot della serie El internado, originariamente andata in onda dal 2007 al 2010.

## Trama
Le vicende si svolgono in una scuola, strutturata come collegio, frequentata da adolescenti, tutti con un passato difficile, alcuni iscritti dai genitori come alternativa al carcere o altri istituti di riabilitazione. La scuola è situata in un antico monastero isolato e difficilmente accessibile e circondata da una foresta chiamata La valle del corvo. Gli studenti sono sottoposti ad una rigida disciplina dove non mancano punizioni e umiliazioni, inoltre possono venire rinchiusi in fredde celle sotterranee per notti intere. Quattro studenti, Manuel Villar, Amaia Torres, Paul Uribe e sua sorella minore Adele Uribe progettano la fuga, ma Adele cambia idea all'ultimo momento costringendo Paul, che non vuole lasciarla sola, a rimanere con lei. Amaia e Manuel riescono, non senza qualche difficoltà, a nascondersi nella foresta approfittando dell'oscurità. Manuel cade da una scarpata, battendo la testa, e Amaia assiste impotente ed incredula all'arrivo di un'oscura figura con mantello e maschera della Peste, che lo solleva e lo porta via. Amaia viene catturata la mattina dopo da Mara, la direttrice della scuola, e da Mario, il crudele insegnante di ginnastica, che non credono alla storia raccontata dalla studentessa e si convincono che Manuel sia semplicemente scappato. Amaia e Paul e più tardi i loro amici cercheranno di scoprire cosa è accaduto a Manuel. La loro indagine solitaria li porterà alla scoperta di un'antica società segreta, La Loggia del Nido del Corvo, e degli altri misteri di Las Cumbres.

## Episodi
| Stagione         | Episodi | Pubblicazione originale | Pubblicazione Italia |
| ---------------- | ------- | ----------------------- | -------------------- |
| Prima stagione   | 8       | 2021                    | 2021                 |
| Seconda stagione | 8       | 2022                    | 2022                 |
| Terza stagione   | 6       | 2023                    | 2023                 |

## Personaggi e interpreti
- Amaia Torres, interpretata da Asia Ortega. È una ragazza popolare, arrivata a frequentare il collegio dopo aver sparato al padre con un fucile da caccia, evento che l'ha portata a dover utilizzare degli auricolari in quanto il colpo l'ha resa quasi completamente sorda. È fidanzata con Manuel e fin da subito si batte per capire cosa gli è successo. Doppiata da Joy Saltarelli.
- Paul Uribe, interpretato da Albert Salazar. È il miglior amico di Manuel e fratello maggiore di Adele, con il quale è molto protettivo dopo aver tagliato i ponti con la madre. È inoltre molto legato ad Amaia e non manca di assecondarla nei suoi progetti. Doppiato da Manuel Meli.
- Manuel Villar, interpretato da Carlos Alcaide. Arrivato da poco nella scuola, fatica più degli altri ad adattarsi alla sua rigida disciplina, essendo molto arrogante e abituato a non dar conto a nessuno. È fidanzato con Amaia con la quale fa progetti insieme dopo aver progettato la fuga, poi fallita. Doppiato da Alex Polidori.
- Adele Uribe, interpretata da Daniela Rubio. Ragazza insicura, che cerca di ribellarsi alla protezione di suo fratello maggiore Paul, pur essendovi molto legata. andando incontro alle amicizie sbagliate. È inoltre gelosa dei sentimenti di Paul verso Amaia, perché quest'ultima sembra monopolizzare l'attenzione di lui. Doppiata da Vittoria Bartolomei.
- Padre Elias, interpretato da Alberto Amarilla. È l'unico frate nel corpo insegnanti ed unico a cercare di comprendere i ragazzi credendo fermamente nel loro valore, fin da subito critica le maniere dure e aspre della direttrice. Attraversa un momento di smarrimento dopo essere stato costretto ad eseguire un esorcismo su una studentessa, nonostante fosse convinto della sua inutilità, che ha portato alla morte della ragazza. Doppiato da Emiliano Coltorti.
- Inés Mendoza/Alicia Bernal, interpretata da Claudia Riera. Figlia del proprietario della scuola, da lui spinta a frequentare il collegio in seguito ad un misterioso incidente che ha causato la morte di sua madre e la perdita della memoria in Inés. È inizialmente bersagliata dai suoi compagni per le allucinazioni che la fanno sembrare strana e losca ai loro occhi, ma successivamente scoprirà di avere un forte legame con Amaia, che la aiuterà a scoprire la sua vera identità.
- Álvaro León, interpretato da Joel Bosqued. Insegnante di musica e particolarmente legato ad Inés, che conosceva anche prima del misterioso incidente da lei subito.
- Direttrice Mara, interpretata da Natalia Dicenta. Direttrice dal pugno di ferro, legata sentimentalmente al proprietario della scuola e padre di Inés, della quale è in realtà succube. Non è particolarmente amata nella scuola e più di una volta si scontra con Padre Elias.
- Darío Mendoza, interpretato da Ramiro Blas. Proprietario della scuola e padre di Inés. Fin da subito dimostra di essere un personaggio ambiguo i cui intenti non sono chiari. Inés stessa non si fida di lui in quanto non sembra avere effettivamente a cuore il suo benessere. Doppiato da Paolo Marchese.